# كنيسة العائلة المقدسة للاتين (رام الله)
كنيسة العائلة المقدسة للاتين في مدينة رام الله في (الضفة الغربية، فلسطين).
بدأ عمل اللاتين بتأسيس مدرسة صغيرة استوعبت في بادئ الأمر أربعين طالباً، ثم قام الأب الفرنسي الأصل بييركوتا بتأسيس رعية لاتينية في رام الله، وقد طلب الأب بيتركوتا من البطريرك فاليركا إنشاء كنيسة.
وتشير إحصائية تعود لعام 1870 بوجود 150 لاتينياً في رام الله، وفي سنة 1902 إلى 242 شخصاً، وفي سنة 1981 إلى 1100 شخص.
وفي سنة 1913 باشرت الرعية اللاتينية ببناء الكنيسة الحالية ومن منشآتها الدير الذي تم بنائه سنة 1860 ودير الراهبات الوردية والمدرسة الكبيرة.